# Ель-Кастельяр
Ель-Кастельяр (ісп. El Castellar) — муніципалітет в Іспанії, у складі автономної спільноти Арагон, у провінції Теруель. Населення — 68 осіб (2010).
Муніципалітет розташований на відстані близько 240 км на схід від Мадрида, 24 км на схід від міста Теруель.

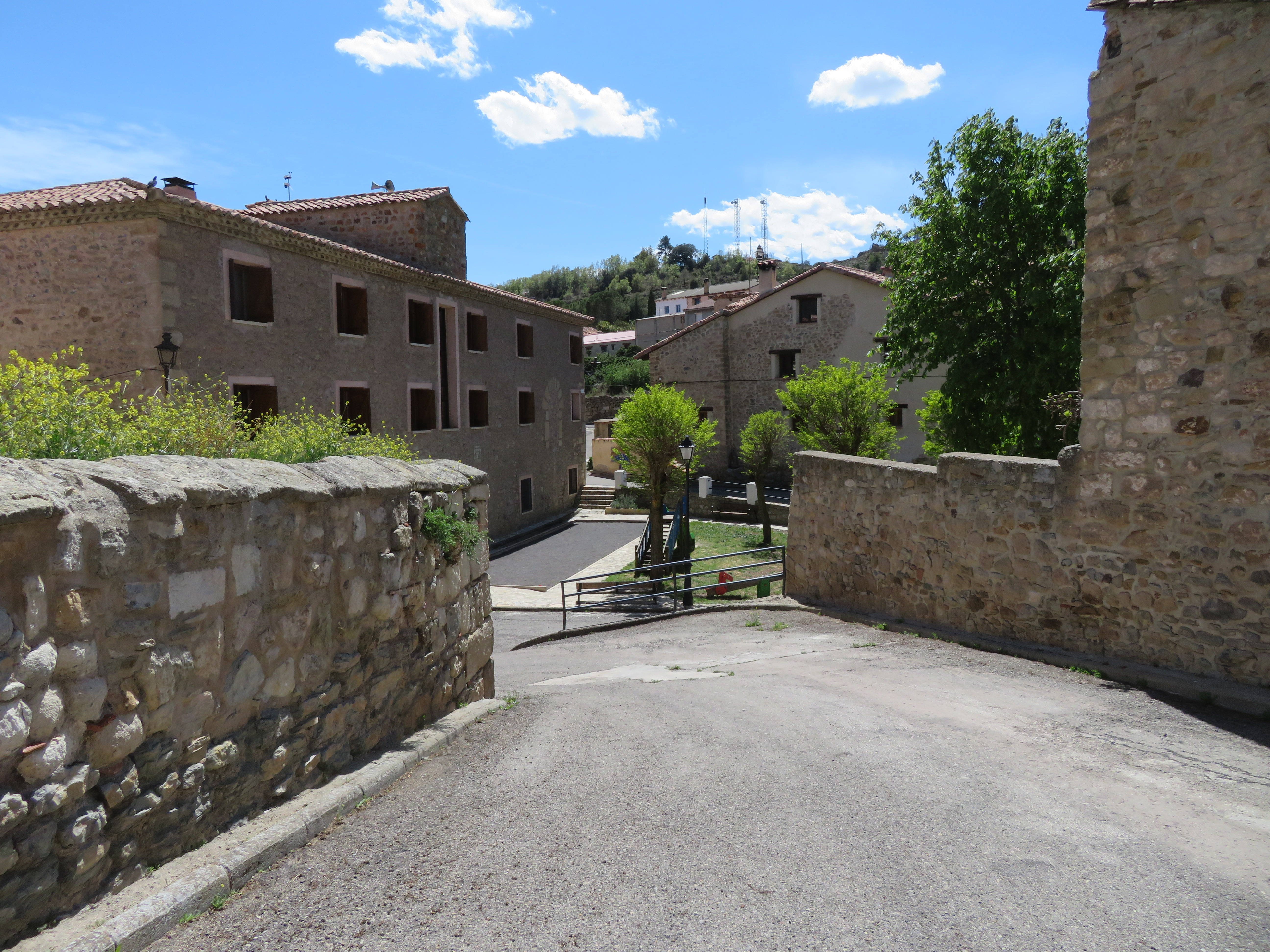
Ель-Кастельяр (El Castellar).

## Демографія

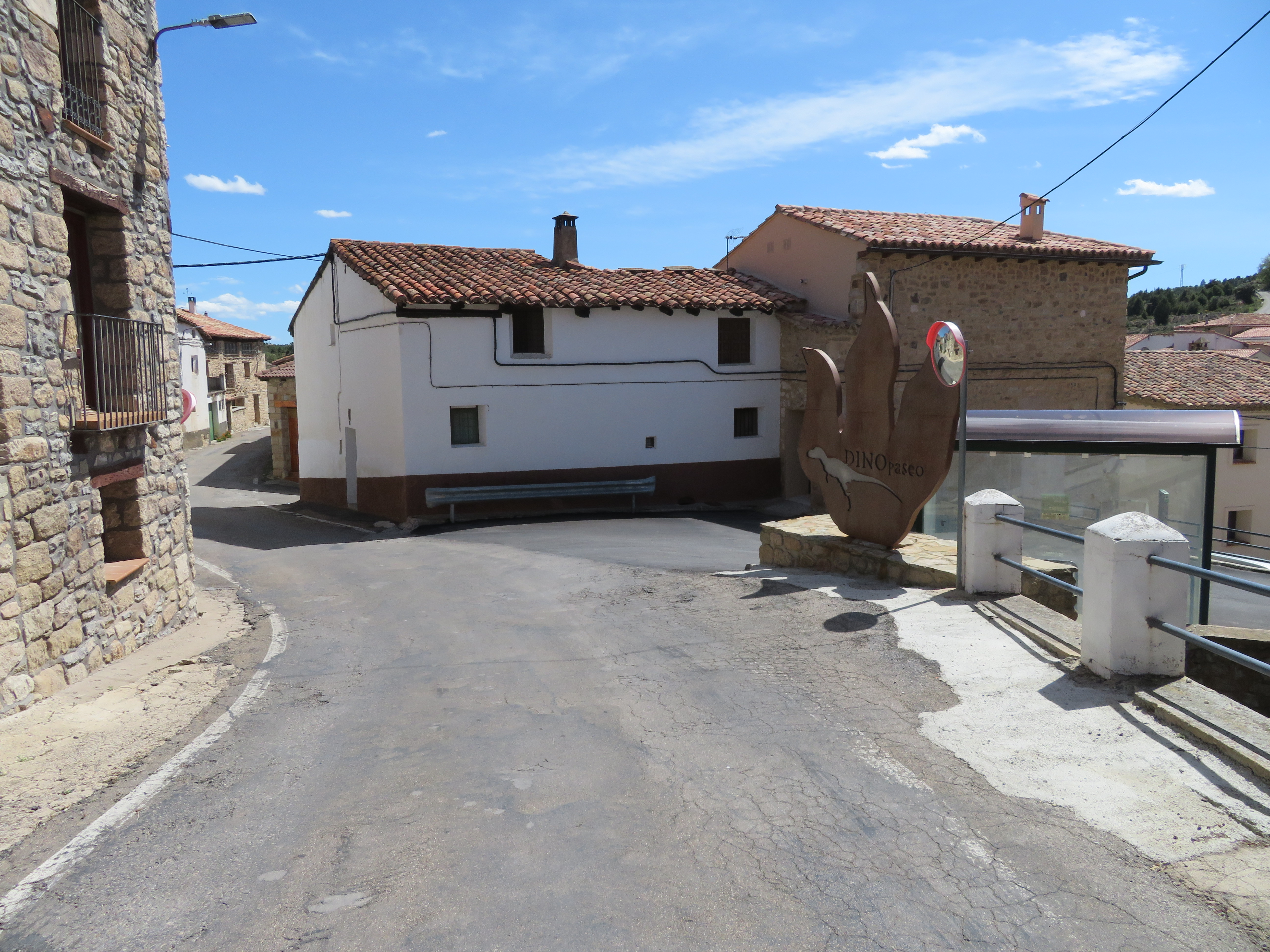
Ель-Кастельяр (El Castellar).

## Посилання

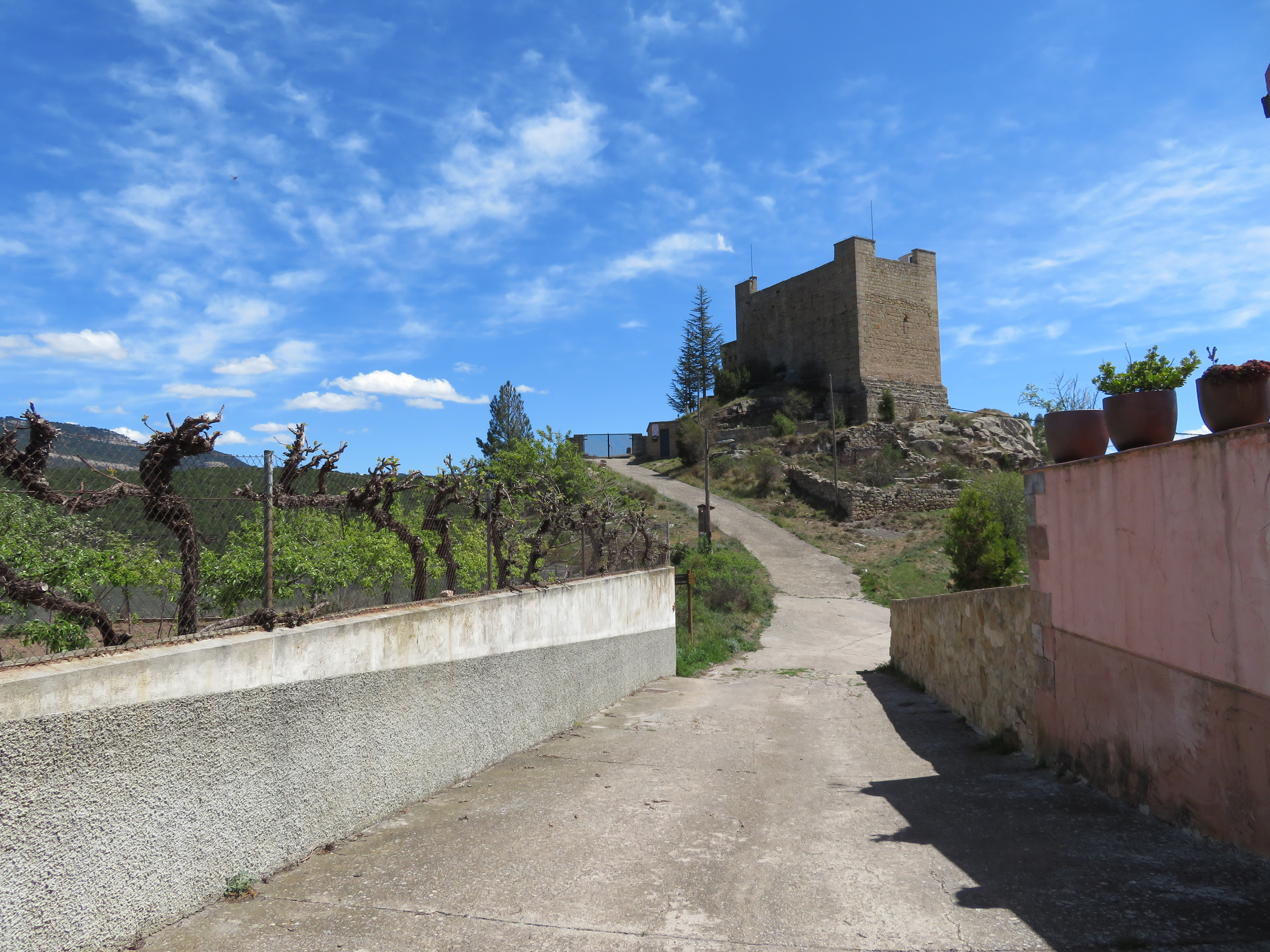
Ель-Кастельяр (El Castellar).

## Галерея зображень

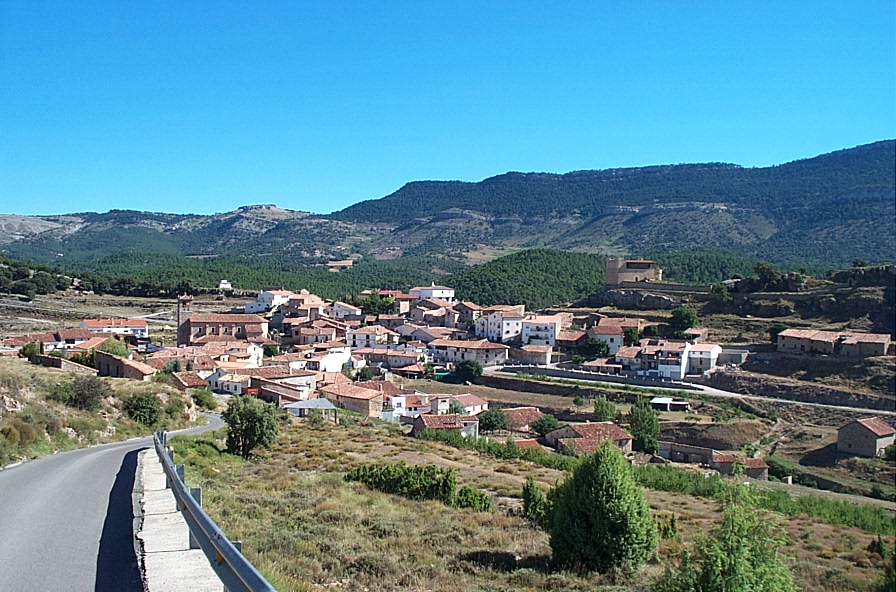
Ель-Кастельяр